# Kanton La Bastide-Clairence
Kanton La Bastide-Clairence (francouzsky Canton de La Bastide-Clairence) je francouzský kanton v departementu Pyrénées-Atlantiques v regionu Akvitánie. Tvoří ho pět obcí.

## Obce kantonu
- Ayherre
- Briscous
- Isturits
- La Bastide-Clairence
- Urt